# Бралло-ді-Прегола
Бралло-ді-Прегола, Бралло-ді-Преґола (італ. Brallo di Pregola) — муніципалітет в Італії, у регіоні Ломбардія, провінція Павія.
Бралло-ді-Прегола розташоване на відстані близько 410 км на північний захід від Рима, 85 км на південь від Мілана, 55 км на південь від Павії.
Населення — 614 осіб (2014).

## Демографія
Населення за роками:

Станом на 1 січня 2023 року в муніципалітеті офіційно проживало 20 іноземців з 7 країн, серед них 10 громадян країн Євросоюзу та 4 громадяни України.

## Сусідні муніципалітети
- Боббіо
- Чериньяле
- Корте-Бруньятелла
- Санта-Маргерита-ді-Стаффора
- Церба